# Hennersdorf (Kamenz)

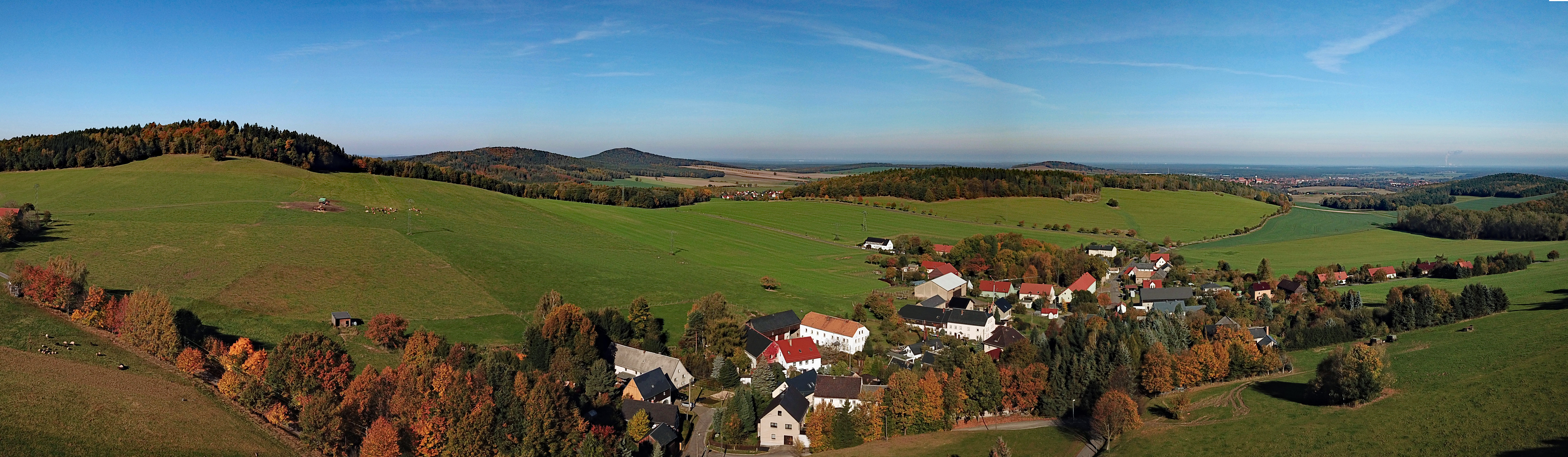
Hennersdorf aus der Luft (Panorama; im Hintergrund rechts: Kamenz)

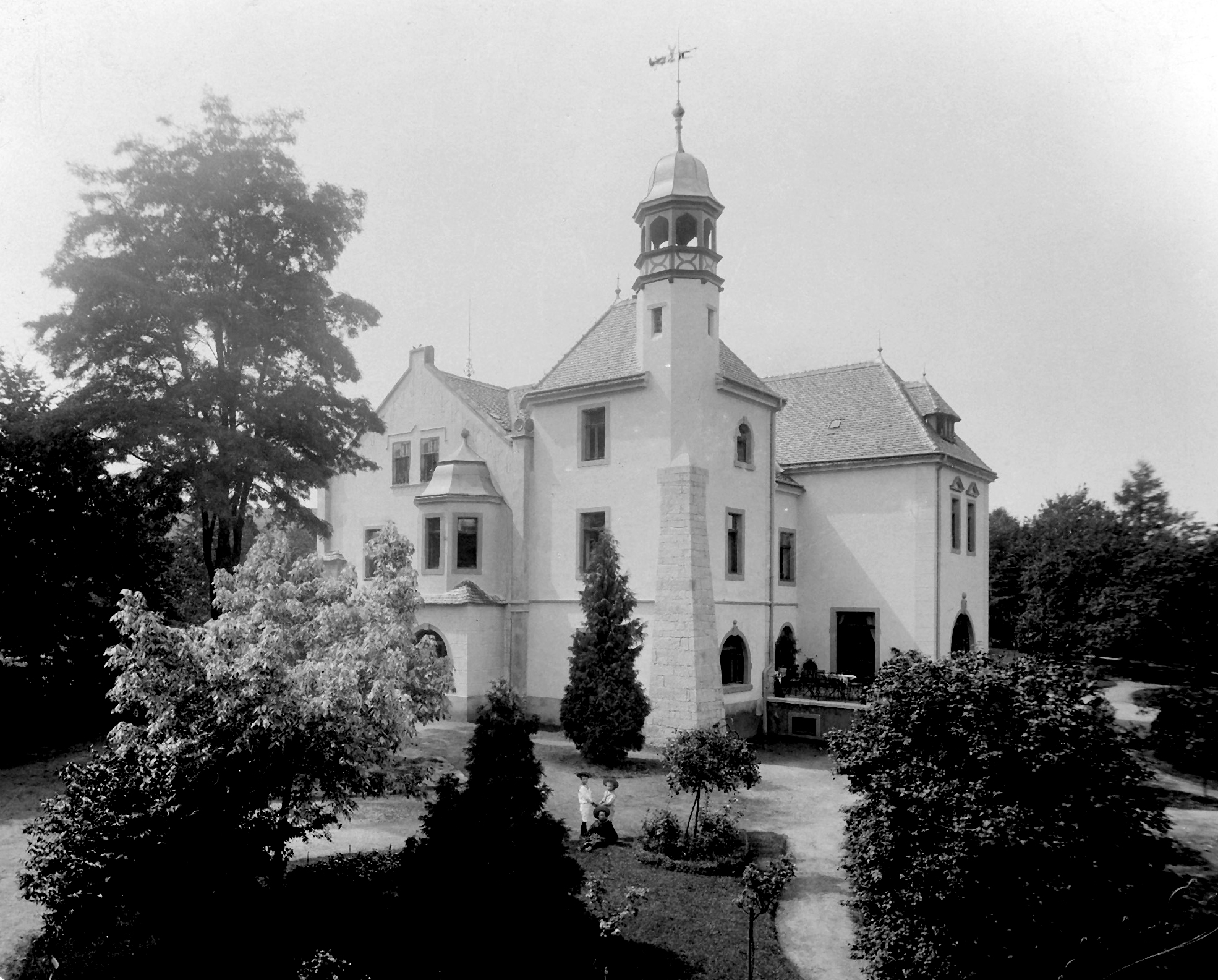
Schloss Hennersdorf um 1900

Hennersdorf ist ein Dorf im Landkreis Bautzen. In Hennersdorf leben etwa 115 Einwohner, wobei der Ort zu Kamenz gehört.
Mit den  Nachbardörfern Lückersdorf und Gelenau bildete Hennersdorf vom 1. Januar 1979 bis zum 31. Dezember 1998 die Gemeinde Lückersdorf-Gelenau.

## Geschichte
Hennersdorf wurde als Waldhufendorf mit Gutsblöcken gegründet. Ab 1532 wurde das Rittergut Hennersdorf erstmals erwähnt und seit 1777 war Gelenau zum Rittergut Hennersdorf zugeordnet. Ende des 19. Jahrhunderts wurde ein neues Herrenhaus errichtet und von Angehörigen der Familie von Arnim bewohnt. Nach der Enteignung wurde das Gebäude Ende der vierziger Jahre abgerissen.

## Heiliger Berg
Auf dem westlich von Hennersdorf gelegenen 354 m hohen Heiligen Berg gab es früher vermutlich eine Kapelle. In den Jahren 1937 und 1938 errichtete die Wehrmacht eine Funkrelaisstelle. Für die Richtfunkantennen wurde ein 28 Meter hoher Holzturm auf einem Betonfundament errichtet. Um 1943 wurde der Turm wieder abgebaut und das Betonfundament wurde gesprengt.